# Garcia Miquel d'Ayerbe
Garcia Miquel d'Ayerbe (Ayerbe, segle xiii - Lleó, 1332) va ser sacerdot i bisbe de Lleó.
Era net del rei Jaume I i quasi amb tota seguretat fill de Pere I d'Ayerbe, baró d'Ayerbe i d'Adolça de Cervera. Va ser canonge de la Seu de Tarragona, i per primera vegada, un canonge no català va passar a ocupar la Cambreria del Capítol, i això li donava jurisdicció sobre la vila de Reus. El càrrec de Cambrer de Reus comportava el domini senyorial d'un terç de la vila, la residència al Castell i la totalitat de la senyoria i els delmes pel que fa al terme parroquial. La Cambreria posseïa unes rendes molt altes, però no era la primera dignitat capitular (el Paborde), sinó la segona, cosa que feia que en cas de Seu vacant, no passés a controlar la Mitra. Garcia Miquel d'Ayerbe va ser Cambrer a partir de 1306, quan el seu antecessor en el càrrec, Ramon d'Anglesola, va ser nomenat bisbe de Vic. Però tenia dues canongies, la de Tarragona, amb la Cambreria, i una altra a Saragossa, on era Sagristà. S'absentava freqüentment de la Seu de Tarragona per desplaçar-se a Saragossa. Va passar llargues temporades a Reus, especialment a partir de 1308, on s'ocupava personalment dels assumptes de la dignitat, i va ser més endavant oficial de l'arquebisbe Guillem de Rocabertí. Va participar activament en la concessió d'un mercat a Reus el 1309, autorització donada per Jaume II, i va signar un compromís entre ell i la vila de Reus, sobre reducció dels delmes.
Garcia Miquel d'Ayerbe va ser promogut per Joan XXII a la dignitat de bisbe de Lleó el 6 de novembre de 1317, i la Cambreria de Reus va quedar vacant fins al 1321, quan va ocupar el càrrec el cardenal Guillem Pere Godin. La Santa Seu es va reservar el benefici del Cambrer fins a la presa de possessió del nou titular.